# Tanystylum chierchiai
Tanystylum chierchiai là một loài nhện biển trong họ Ammotheidae. Loài này thuộc chi Tanystylum. Tanystylum chierchiai được miêu tả khoa học năm 1887 bởi Schimkewitsch.